# Lanquais
Lanquais é uma comuna francesa na região administrativa da Nova Aquitânia, no departamento Dordonha. Estende-se por uma área de 14,64 km². Em 2010 a comuna tinha 507 habitantes (densidade: 34,6 hab./km²).